# Струганов, Владимир Викторович
Влади́мир Ви́кторович Стру́ганов (род. 5 декабря 1953, Каменск-Уральский, Свердловская область) — советский и российский автор-исполнитель песен (бард), врач, краевед, литератор, публицист.

## Биография
Владимир Викторович Струганов родился 5 декабря 1953 года в семье рабочего-металлурга в городе Каменске-Уральском Свердловской области. Значительная часть детства прошла в деревне Колмогорова Каргапольского района Курганской области, откуда родом мать. Корни по отцовской линии — на Тамбовщине. 
В 1970 году окончил среднюю школу № 2 города Каменска-Уральского. В 1976-м окончил педиатрический факультет Свердловского государственного медицинского института и распределился в закрытый город Свердловск-45 (Лесной).
Более 30 лет проработал в Центральной медико-санитарной части № 91 ФМБА России (ранее — 3-е Главное управление при Министерстве здравоохранения СССР): сначала педиатром, с 1980 года — офтальмологом. Имеет высшее политическое образование (двухгодичный университет марксизма-ленинизма). В 1984—1986 годах обучался в клинической ординатуре на кафедре глазных болезней Свердловского мединститута. В марте-апреле 2007 года, находясь в служебной командировке в Байконуре, исполнял обязанности заведующего глазным отделением бывшего военного госпиталя (с 2006 года — Центральная медико-санитарная часть № 1 ФМБА РФ). Автор нескольких, опубликованных в центральных изданиях, статей профессиональной направленности.
Проживает в городе Лесном Свердловской области.

## Деятельность в жанре авторской песни
Ещё в школьные годы Владимир Струганов увлёкся гитарой, посещал театральную студию при Дворце пионеров и школьников Уральского алюминиевого завода. Став студентом мединститута, участвовал в вузовских эстрадных ансамблях. С 1973 года начал выступать самостоятельно. Под шестиструнную гитару исполнял песни советских композиторов — такие как «Тёмная ночь», «Города на память», «Фляга». Тогда же в репертуар добавилась и пара собственных песен: одна на свои слова («Ты и я»), другая — на стихи уральского поэта Владимира Назина («Зачем один в леса иду…»).
Плотно сочинительством занялся в Свердловске-45. В 1979 году появились «Бетховен» и «Старая песня» — на стихи Г. Шенгели и Я. Козловского. Следом были написаны «У камина» (А. Фет), «Меж подводных стеблей» (К. Бальмонт), «Полночные дороги» (И. Кашежева), «Кувшин» (Н. Тихонов), «Навстречу жизни» (По дорожке Феденька…) — на стихотворение детского поэта В. Берестова, «Жил артист, жил поэт…» — памяти В. Высоцкого (И. Кохановский) и ряд других.
В 1985 году получил официальное разрешение Областного Межведомственного Совета ОНМЦ Управления культуры Свердловского облисполкома на публичные выступления.
В начале 1990-х создал цикл песен о Лесном (на собственные тексты). Одной же из самых удачных своих работ считает музыкально-поэтическую композицию «Любимый небом край» (2002) по классическим стихам японских поэтов (хайку, танка). В общей сложности написал свыше 100 песен, преимущественно, на стихи известных поэтов — это и русские классики, и современные авторы: В. Капнист, К. Павлова, А. Пушкин, Ю. Лермонтов, А. Апухтин, В. Брюсов, Д. Кедрин, Ю. Грунин, А. Вознесенский, Б. Примеров, Г. Безрукова, В. Чижевская, В. Артёмов, В. Сибирёв, Ю. Конецкий, Л. Ладейщикова, А. Ольховиков, Е. Туренко, А. Сырчин, Е. Ройзман, Б. Рыжий, В. Забабашкин, И. Костоусов и др.
Наиболее известные песни: Навстречу жизни («По дорожке Феденька…») на ст. В. Берестова; «Я — вселенский полудурок…» (Переулочек) на ст. А. Вознесенского.
Исполнительское своеобразие Владимира Струганова заключается в хорошем владении гитарой, узнаваемости голоса, проникновенной манере исполнения. В ряде своих песен весьма удачно применяет художественный свист («Мне всегда хотелось свистеть…», «Когда б не смутное влеченье…», «Я — вселенский полудурок…», «Так просидишь у вас весь вечер…» и др.). Сольные концерты проходили в Лесном, Североуральске, Екатеринбурге, Обнинске, Байконуре, Нижнем Тагиле, Качканаре, Каменске-Уральском. Некоторые произведения звучали в передачах областного телевидения и радио (СГТРК).

## Литературная и краеведческая работа
Если в своих песнях Владимир Струганов по большей части лирик, то как поэт реализуется преимущественно в жанре иронии и сатиры. Иронические миниатюры и эпиграммы пишет с 1980 года. Участник 13-го областного совещания молодых литераторов (Свердловск, 1988 год).
Публиковался в «Литературной газете» (на странице «Клуба 12 стульев»), «Медицинской газете», в журнале сатиры и юмора «Чаян» (Казань), в альманахе «День поэзии» (Москва, 2022), в областной периодике. Вышло два поэтических сборника В. Струганова: «Диагностический романс» и «Ах, не спешите, лесничане…».
В начале 2000-х годов занялся краеведением. Первыми проектами были авторские фотовыставки «Деревянные дома Нижней Туры» и «Старый, добрый Свердловск-45» (сталинский классицизм в архитектуре закрытого Лесного). Лауреат Всероссийского отраслевого фотоконкурса «Атомщики России» (2004). Победитель фотоконкурса читателей «Областной газеты» «Нам милы уральские красоты» (Екатеринбург, 2010).
С 2004 года постоянный автор журнала «Уральский следопыт». Будучи хорошо знаком с говором зауральской деревни Колмогорова, составил и опубликовал «Колмогоровский словарь». В соавторстве с Ольгой Карякиной написал четыре научно-популярные книги по истории закрытого Лесного. Так, в 2006 году им поступило предложение от екатеринбургского издательства «Сократ» написать объёмный культурно-исторический очерк «Здравствуй, Лесной!» для книги «Знакомые незнакомцы» из серии «Урал: история в ликах городов», которая потом вышла тиражом 17 000 экземпляров. В 2010 году, за другую свою книгу — «Назвать имя. Повествование о кладбищах Лесного» — оба удостоены премии «Успех года» Главы городского округа «Город Лесной».
Совместно с О. Карякиной провел несколько благотворительных мероприятий для сбора средств на строительство православного храма в Лесном (2012) и возведение памятника ликвидаторам атомных катастроф (2016).
Благодаря инициативе и многолетней просветительской работе В. Струганова и О. Карякиной, в Лесном установлен первый в России памятник выдающемуся советскому учёному-физику, академику АН СССР Л. А. Арцимовичу (2015 г.). 
В августе 2021 года, при участии официальных лиц и представителей общественных организаций Каргапольского района Курганской области, Владимир Струганов и его брат Вячеслав установили Знак на кладбище деревни Мишагина в память о своём дяде, лейтенанте Андрее Степановиче Смольникове, пропавшем без вести летом 1941 года на Западной Украине. Редчайший случай в России, так как правовой статус без вести пропавших на войне до сих пор не узаконен.
Как краевед, участник Всероссийской военно-исторической конференции «Выпускники кадетских корпусов — Георгиевские кавалеры», награждён юбилейной медалью «75 лет Екатеринбургскому суворовскому военному училищу» (2019).

## Признание
- Юбилейная медаль «75 лет Екатеринбургскому суворовскому военному училищу», 2019 год.
- Премия «Успех года» Главы городского округа «Город Лесной», за книгу «Назвать имя. Повествование о кладбищах Лесного», 2010 год, совместно с Ольгой Константиновной Карякиной.
- Номинант на премию «Успех года» Главы городского округа «Город Лесной», за вклад в открытие в Лесном памятника Льву Арцимовичу, 2015 год.
- Призёр открытого литературного конкурса им. К. Д. Воробьёва «…И всему роду твоему», в номинации «публицистика». Курская область, 2021 год.
- Лауреат ряда фестивалей бардовской песни, в том числе:
  - «Весна КСП», г. Свердловск, дважды: 1980 год, 1988 год;
  - Фестиваль имени С. Минина в посёлке Антоновский, трижды: 1985 год, 1986 год, 1999 год[13].
- Лауреат 1-го областного творческого конкурса «Камертон» в номинации «музыкальные произведения», Свердловская область, 2005 год.
- Финалист международного фестиваля православной и патриотической песни «Арзамасские купола», трижды: 2010 год, 2011 год, 2012 год[14][15].
- Лауреат Всероссийского отраслевого фотоконкурса «Атомщики России», 2004 год.
- Победитель фотоконкурса читателей «Областной Газеты» «Нам милы уральские красоты», Екатеринбург, 2010 год.

### Книги
Поэзия
- Струганов В. В. Эпиграммы / худож. А. Полевой. — Лесной, 1997. — 43 с.
- Струганов В. В. В школу : стихи для детей. — Лесной, 2000. — 27 с.
- Струганов В. В. Диагностический романс / ил. О. Мехоношиной. — Екатеринбург: Издательство Уральского университета, 2003. — 65 с. — ISBN 5-86037-072-5.
- Струганов В. В. Ах, не спешите, лесничане…. — Екатеринбург: Банк культурной информации, 2007. — 36 с. — ISBN 5-7851-0665-5.
- Вдохновение : поэтический сборник / ред. В. Г. Чучкалов. — Свердловск: Газета, 1990. — 63 с. — 1000 экз.
- Слепое счастье : сборник стихов участников областного поэтического конкурса / сост. И. И. Ягненкова. — Свердловск, 1999. — 106 с. — 2000 экз.
- Антология поэзии закрытых городов. — Красноярск: Буква, 1999. — 368 с. — 10 500 экз.
- Складчина : стихи, рассказы, этюды / сост. Н. Мережников ; отв. за вып. О. Капорейко. — Вып. 2. — Екатеринбург: Журнал «Урал», 2002. — 316 с. — (Библиотека «Урала»).
- Стихи поэтов закрытых городов : антология / гл. ред. А. Шубин. — Арзамас-Саров : Арзамас. Гос. пед. ин-т, 2005. — 216 с.
- Душа моя, поэзия : сборник стихотворений поэтов города Лесного / ред.-сост. В. М. Кучур, редкол.: Т. В. Аверина и др. ; вступ. ст. Юрия Казарина ; ил. С. Н. Ашмарина. — Екатеринбург: Баско, 2007. — 159 с. — 500 экз. — ISBN 978-5-91356-019-3.
- Гиппократ над Гиппокреной : сборник стихотворений поэтов-медиков Свердловской области. — Екатеринбург: Марафон, 2008. — 152 с. — 1000 экз. — ISBN 978-5-903432-09-7.
- Антология поэзии закрытых городов Росатома. — Пенза: ИП Тугушев С. Ю., 2011. — 352 с. — 2500 экз.
- Антология поэзии закрытых городов Росатома. — Челябинск: Челябинский Дом печати, 2019. — 366 с. — 2350 экз.
- День поэзии (альманах). — Москва, 2022. — 388 с. — ISBN 978-5-6042980-7-3.

Краеведение, публицистика
- Берюхов В. Б., Карякина О. К., Струганов В. В., Гончаров С. А. Знакомые незнакомцы : Новоуральск, Лесной, Заречный (культурно-исторические очерки). — Екатеринбург: Сократ, 2006. — 349 с. — ISBN 5-88664-239-0.
- Карякина О. К., Струганов В. В. Назвать имя... : повествование о кладбищах Лесного / предисл. Ю. А. Горбунова ; фот. В. Струганова. — Екатеринбург: Журнал «Урал», 2010. — 127 с. — 300 экз.
- Карякина О. К., Струганов В. В. Путешествие по Лесному : достопримечательности закрытого города. — Лесной: КарСт, 2013. — 115 с. — 140 экз.
- Карякина О. К., Струганов В. В. Первая мировая в судьбах лесничан. — Лесной: Центральная городская библиотека им. П. П. Бажова, 2014. — 63 с. — 15 экз.
- Струганов В. В. Перлы закрытого города. — Нижний Тагил: Союз, 2006. — 103 с. — ISBN 5-08-004003-3.
- Струганов В. В. Повторение / авт. предисл., ред. О. К. Карякина. — Лесной: КарСт, 2018. — 366 с.

### Отдельные публикации
- Струганов В. А солнечные дни всё реже, реже // Урал. — Екатеринбург. — 2001. — № 4. — С. 95
- Струганов В. Способ подбора бифокальных очков с использованием пробных сферических линз-«половинок» // Оправы и линзы. — Москва. — 2003. — № 2 (март-апрель). — С. 10.
- Струганов В. Применение диафрагмы в офтальмологии. Диафрагмальная очковая накладка // Оправы и линзы. — Москва. — 2004. — № 5 (сентябрь-октябрь). — С. 26, 28.
- Струганов В. По улочкам Нижней Туры (Деревянные дома Нижней Туры) // Уральский следопыт. — Екатеринбург. — 2004. — № 10. — С. 51-53.
- Струганов В. Бабушкина деревня // Уральский следопыт. — Екатеринбург. — 2006. — № 1. — С. 18-19.
- Струганов В. Вспоминая Владимира Назина // Литературный квартал. — Екатеринбург. — 2009. — № 3-4. — С. 96-97.
- Струганов В. К вопросу увековечения в Лесном имени академика Л. А. Арцимовича / Первые Краеведческие чтения. Сборник докладов. — Лесной: Центральная городская библиотека им. П. П. Бажова, 2012.
- Карякина О., Струганов В. Рядом с Блоком // Уральский следопыт. — Екатеринбург. — 2014. — № 8. — С. 28-33.
- Карякина О., Струганов В. Поручик сапёрной роты — духовный отец Цесаревича // Уральский следопыт. — Екатеринбург. — 2015. — № 11. — С. 30-35.
- Струганов В. С «налимом» под мышкой (Игры нашего детства) // Уральский следопыт. — Екатеринбург. — 2016. — № 5. — С. 10-11.
- Струганов В., Карякина О. У истоков атомной промышленности. Василий Золотарёв // Резонанс. — Лесной. — 2020. — 17 сентября (№ 37). — С. 2, 3.
- Струганов В. Судьба выпускника Свердловского пехотного училища // Уральский следопыт. — Екатеринбург. — 2021. — № 7. — С. 8-11.
- Струганов В. Без вести пропавшему // Резонанс. — Лесной. — 2021. — 2 сентября (№ 35). — С. 14.
- Струганов В. Чьи имена прозвучат в День Героев Отечества? // Областная Газета. — Екатеринбург. — 2021. — 17 ноября (№ 212).
- Струганов В. Под кодовым названием «Лесхоз» // Уральский следопыт. — Екатеринбург. — 2022. — № 6. — С. 34-37.
- Струганов В. Посёлок или выселок? К истории Мельничного // Резонанс. — Лесной. — 2022. — 2 июнь (№ 22). — С. 20.
- Струганов В. Романтики с Гореловского кордона // Уральский следопыт. — Екатеринбург. — 2023. — № 10. — С. 24-27.
- Струганов Владимир, Струганов Вячеслав. С «налимом» по снегу (Игры нашего детства) // Уральский следопыт. — Екатеринбург. — 2024. — № 2. — С. 8-10.
- Струганов В. «Животворящие святыни…» (Из истории кладбищ Лесного) // Резонанс. — Лесной. — 2024. — 28 марта. — С. 11.